# شهرستان سانتا روسا، گواتمالا
شهرستان سانتا روسا، گواتمالا (به اسپانیایی: Santa Rosa Department, Guatemala) یک شهرستان در گواتمالا است که در گواتمالا واقع شده‌است.

## خصوصیات
شهرستان سانتا روسا ۲٬۲۹۵ کیلومترمربع مساحت و ۳۰۱٬۳۷۰ نفر جمعیت دارد.